# Нижнесерогозский поселковый совет
Нижнесерогозский поселковый совет (укр. Нижнсірогозька селищна рада) — входит в состав
Нижнесерогозского района
Херсонской области
Украины.
Административный центр поселкового совета находится в 
пгт Нижние Серогозы.

## История
- 1812 — дата образования.

## Населённые пункты совета
- пгт Нижние Серогозы